# Абашар
А́башар (венг. Abasár [ˈɒbɒʃaːr]) — община в Венгрии, в регионе Северная Венгрия, в медье Хевеш, в Дьёндьёшском яраше. Основной населённый пункт винодельческого края Матра. Здесь находится наиболее высоко расположенная местность виноградарства Венгрии, гора Шар-хедь.

## Расположение
Располагается у южных подножий Матры, в 90 км от Будапешта, в 8 километрах к северо-востоку от города Дьёндьёша, на склоне горы Шар-хедь, и в долине речки Бене.

## Транспорт
Населённый пункт располагается у пересечения Автомагистралей № 2416 и № 2419. Общественный транспорт представлен автобусами транспортного предприятия «Volánbusz».

## История
Окрестности были заселены уже около 2500 до н. э. Первоначальное название населённого пункта было Saár (Шаар), впервые было упомянуто в 1261 году. Вплоть до 1522 года было владением клана (рода) Аба, получившего эту территорию от Иштвана I Святого. Само село основали палатин Чаба и его сын Самуил, ставший впоследствии королём. Самуил Аба также основал здесь монастырь, где в 1044 году и сам был похоронен.
Село в XIV веке стало собственностью семейства Чобанка, затем перешло к семейству Комполти, после которых в 1552 году упоминалось среди владений семейства Орсаг (Гути).
Во времена Османской Венгрии развитие Абашара затормозилось, только с XVIII века село снова пережило период расцвета. Абашар до 1848 был селом безземельных крестьян. До XIX века жители в основном занимались виноградарством, но  есть среди них и такие, кто живёт за счёт этого  и поныне.
С 1901 населённый пункт называется Абашар. В 1950 произошло объединение с располагающимся севернее населённым пунктом Палошвёрёшмарт, с последующим разъединением 1 октября 2006.

### Национальный состав
Национальный состав населения Абашара, согласно переписи населения 2001: венгры — 100 %.

## Политическое устройство
Адрес администрации: 3261 Абашар, пл. Fő, 1

### Главы общины
- 1990-1994: Бела Юхас (независимый)[4]
- 1994-1998: Бела Юхас (ХДНП)[5]
- 1998-2002: Ференц Дер (независимый)[6]
- 2002-2006: Др. Анико Бенеи Ленартне (ВСП-АСД)[7]
- 2006-2010: Др. Анико Бенеи Ленартне (ВСП-АСД)[8]
- 2010-2014: Др. Анико Бенеи Ленартне (независимый)[9]
- 2014-2019: Др. Анико Бенеи Ленартне (независимый)[10]
- 2019- : Аттила Кажу (независимый)[11]

На муниципальных выборах, состоявшихся в селе 18 октября 1998 г., интересно то, что на пост главы общины баллотировалось 9 кандидатов, что значительно выше среднего показателя по стране. Только жители двух других населенных пунктов (Эстергом и Мадьярхертеленд) по всей стране могли проголосовать за такое большое количество кандидатов в тот год, а больше, 10 и 12 претендентов было ещё в двух местах: в Ньирташе и Хатване.

## Церковное управление

### Римская католическая церковь
Относится к Дьёндьёш-Адачскому Деканатному Округу Архиепархии Эгера Соборного Главного Деканата. Располагает собственным приходом. Имеется также филиал в Палошвёрёшмарте.

### Протестантская церковь
Как филиал, относится к дьёндьёшской основной церкви Северо-Пештской Протестантской Церковной Епархии (деканата) Придунайской протестантской церковной епархии (епископата).

## Природа
- Гора Шар-хедь: высотой в 497 м. Гора является природоохранной зоной, принадлежащей Национальному Парку Бюкк. Открытая к югу гора вулканического происхождения, южные склоны которой покрыты почвой из лёсса, простирающейся от альфёльдских окрестностей. Благодаря микроклимату и географическому месторасположению, территория весьма богата природной флорой и фауной — виды Альфёльда и Среднегорья одинаково, как дома, чувствуют себя здесь. Важнейшие природные ценности горы находятся на не занятой виноградниками вершине и северной стороне, особенно в окрестностях озера Святой Анны. Редкие растения озера, покрытого камышом и большим манником, — банатская осока и многолистный лютик; но наибольшая ценность горы это: адонис весенний, прострел большой, воловик, синяк и многообразие ириса, а также ятрышник. Богата гора и фауной бабочек: поликсена, совки и бабочки медведица-кайя.
- Озеро Святой Анны: образовалось в вулканическом кратере.

## Достопримечательности
- Дворец Балдачи: построен в конце XVIII века.
- Внизу в погребе современного Винного Бара была когда-то по преданию могила Самуила Абы. У входа в погреб стоит мраморная мемориальная доска, установленная в 1773 бароном Самуилом Халлером, а также расположенный над ней открытый склеп.
- Римский католический храм: Защитники: апостолы Пётр и Павел. Здание средневекового происхождения, но перестроенное в 1731 в стиле барокко. Внутренний интерьер украшен фресками Дьюлы Тюри и витражами, изготовленными Андрашем Силадьи в 1995 году.
- Пещера Лурда.
- Каменный крест.
- Статуя Самуила Абы: стоит перед римским католическим храмом. Изготовлена в 1984. Бронзовая статуя в натуральную величину установлена одним местным жителем.
- Ряды погребов: старейший раннесредневекового происхождения ряд погребов Кёваго, который находится на улице Fő.
- Статуя Ласло I Святого.
- Часовня Святого Иоанна: построена в 1746.
- Часовня Яна Непомуцкого: построена в 1756.
- Монумент «Пяти миллионам нерождённых венгров»: изготовлен в 1991.
- Монумент Мировой войны.
- Крестьянский дом: саманный дом XVIII века с соломенной крышей. Можно посмотреть в нём археологическую и этнографическую выставку.
- Часовня Св. Анны на горе Шар-хедь: построена в 1745.
- Развалины часовни: на горе Шар-хедь можно посмотреть остатки бывшей часовни Святой Петронеллы.
- Построенная в 1952 году абашарская казарма профункционировала до 1996. В настоящее время в стадии реконструкции, но до сих пор здесь ежегодно встречаются её бывшие "обитатели" (obsitos).

## Мероприятия
- Ежегодно устраивается абашарский фестиваль военной и застольной песни.
- Каждый год 20 августа проводится день села.

## Спорт
- Футбол: Abasár SE образован в 1955, выступает во 2-м дивизионе медье Хевеш.
- Кёкусинкай: Tekeres SK образован в 1993.
- Стрельба из лука.

## Население
| Год  | Численность | Численность |
| ---- | ----------- | ----------- |
| 2013 | 2567        | [ 12 ]      |
| 2014 | 2537        | [ 13 ]      |
| 2015 | 2538        | [ 14 ]      |
| 2021 | 2541        | [ 15 ]      |
| 2022 | 2527        | [ 16 ]      |
| 2023 | 2498        | [ 17 ]      |
| 2024 | 2470        | [ 2 ]       |

Во время переписи 2011 года 84,4% населения заявили, что они венгры, а 0,2% - цыгане (15,6% не указали; из-за двойной идентичности общая сумма может быть выше 100%). Религиозное распределение было следующим: католики 58,3%, протестанты 4%, лютеране 0,4%, греко-католики 0,3%, неконфессиональные 11,5% (24,8% не комментировали).

## Города-побратимы
- Плэеший-де-Жос, Румыния, Секейский край
- Зефельд-Кадольц, Австрия